# Loch Broom
Loch Broom ist eine Meeresbucht an der Westküste Schottlands. Sie liegt in den Northwest Highlands und gehört administrativ zur Council Area Highland beziehungsweise der traditionellen Grafschaft Ross-shire.

## Geographie
Die Bucht liegt an der Schottischen See an der Meerenge The Minch gegenüber der Summer Isles. Sie liegt zwischen den Buchten Little Loch Broom im Westen und Loch Kanaird im Norden. Loch Broom schneidet beinahe geradlinig in südöstlicher Richtung 15,1 Kilometer in die Landmasse ein. An seiner Einfahrt ist Loch Broom etwa 1,2 Kilometer weit. Bis zu seinem Kopf variiert seine Breite nur wenig. Einzig an einer Einschnürung südlich von Ullapool verjüngt sich Loch Broom signifikant auf etwa 410 Meter. Signifikante Zuflüsse sind der aus Loch Achall abfließende Ullapool River in Ullapool sowie der River Broom und der Lael am Kopf der Bucht.
Loch Broom befindet sich in einer dünn besiedelten Region der Highlands. Mit Ausnahme des rund 1500 Einwohner zählenden Ullapools befinden sich entlang seiner Küstenlinie lediglich verschiedene Weiler, namentlich Ardindrean, Ardcharnich, Leckmelm und Morefield. Entlang seiner Nordküste verläuft die A835. Mit dem Rubha Cadail Lighthouse markiert ein Leuchtfeuer die Einfahrt in die Bucht.